# Мациев, Юсуф Якубович
Юсуф Якубович Мациев (8 августа 2003 года, Астана, Казахстан) — казахстанский борец греко-римского стиля. Чемпион Казахстана, финалист чемпионата Азии.

## Спортивная карьера
В 2022 году стал чемпионом Казахстана среди молодежи в городе Шымкент, в этом же году стал чемпионом Азии среди молодежи в г.Манама Бахрейн, после стал серебряным призером чемпионата Мира среди молодежи г.София Болгария.
В 2023 году снова выиграл чемпионат Казахстана среди молодежи г.Талдыкорган, затем в процессе подготовки к чемпионату Азии среди молодежи получил тяжелую травму, но все ровно выступив, завоевал бронзу чемпионата Азии г.Амман Йордания.
В 2024 году стал вторым на предолимпийском чемпионате страны, уступив в финале с минимальным преимуществом 1:1.
16 апреля 2024 года вышел в финал чемпионата Азии в г.Бишкек уступил в финале олимпийскому чемпиону Мохаммадхади Сарави из Ирана, став серебряным призером.
В апреле 2025 года стал чемпионом страны среди борцов до 23-лет.
В мае 2025 года стал чемпионом Кубка Казахстана.

## Личная жизнь
По национальности — ингуш.